# 赫雷夏蒂克站
赫雷夏蒂克站（羅馬化：Khreshchatyk,  （ⓘ））是基輔地鐵斯維亞托申-布羅瓦雷線的一個車站，站名取自於基輔市中心的赫雷夏蒂克街。車站開通於1960年，是基輔地鐵最早開通的車站之一。

## 外部連結
- Station description （乌克兰語）
- Station description and photo gallery （俄文）
- Satellite shot centred on the eastern vestibule
- Photographs （捷克文）